# 761 Brendelia
761 Brendelia este un asteroid din centura principală, descoperit pe 8 septembrie 1913, de Franz Kaiser.